# إدمون باراف
إدمون باراف (بالفرنسية: Edmond Baraffe) (مواليد 19 أكتوبر 1942) هو لاعب كرة قدم. يلعب مع منتخب فرنسا لكرة القدم. سبق له أن لعب في كأس العالم لكرة القدم مع منتخب بلاده.

## روابط خارجية
- إدمون باراف على موقع الاتحاد الدولي (مؤرشف)  (الإنجليزية)
- إدمون باراف على موقع قاعدة بيانات كرة القدم.إي يو (الإنجليزية)
- إدمون باراف على موقع ناشيونال فوتبول تيمز (الإنجليزية)
- إدمون باراف على موقع عالم كرة القدم.نت (الإنجليزية)